# Crescentinus
Svatý Crescentinus ( † 303) byl římský voják a mučedník.

## Hagiografie
Podle církevní tradice byl římským vojákem, který konvertoval ke křesťanství. Během pronásledování křesťanů císařem Diocletianem odešel do Thifernum Tiberinum (dnes Città di Castello).
Legenda vypráví že zabil draka, který terorizoval místní obyvatelstvo. To přesvědčilo mnoho lidí ke konverzi. Je možné že prováděl misii a drak je jen symbolem poraženého pohanství. Nakonec byl roku 303 sťat. Roku 1068 byly jeho ostatky přeneseny do Urbina.
Jeho svátek se připomíná 1. června.